# Шутовичи
Шу́товичи (бел. Шу́тавічы) — деревня в Сморгонском районе Гродненской области Беларуси.
Входит в состав Залесского сельсовета.
Расположена на левом берегу реки Бяла. Расстояние до районного центра Сморгонь по автодороге — около 4,5 км, до центра сельсовета агрогородка Залесье по прямой — около 6,5 км. Ближайшие населённые пункты — Байбы, Перебновичи, Светоч. Площадь занимаемой территории составляет 0,7475 км², протяжённость границ 8670 м.

## История
Деревня отмечена на карте 1850 года под названием Шутовиче в составе Сморгонской волости Ошмянского уезда Виленской губернии. В описи 1865 года значилась как Шуловичи (Szułowicze) и насчитывала 27 дымов (дворов) и 250 жителей. Из их числа 101 православный и 149 католиков (109 ревизских душ). Входила в состав имения Сморгонь.
После Советско-польской войны, завершившейся Рижским договором, в 1921 году Западная Белоруссия отошла к Польской Республике и деревня была включена в состав новообразованной сельской гмины Сморгонь Ошмянского повета Виленского воеводства.
В 1938 году Шутовичи насчитывали 53 дыма и 293 души.
В 1939 году, согласно секретному протоколу, заключённому между СССР и Германией, Западная Белоруссия оказалась в сфере интересов советского государства и её территорию заняли войска Красной армии. Деревня вошла в состав новообразованного Сморгонского района Вилейской области БССР. После реорганизации административного-территориального деления БССР деревня была включена в состав новой Молодечненской области в 1944 году. В 1960 году, ввиду новой организации административно-территориального деления и упразднения Молодечненской области, Шутовичи вошли в состав Гродненской области.

## Население
| 1865 | 1938 | 1999 | 2009 | 2019 |
| ---- | ---- | ---- | ---- | ---- |
| 250  | 293  | 200  | 196  | 212  |

## Транспорт
Через деревню проходит автодорога местного значения Н6132 Сморгонь — Шутовичи — Сивица. Также Шутовичи связаны дорогами местного значения:
- Н6142 с Михневичами;
- Н7923 со Свиридовичами

Через деревню проходят регулярные автобусные маршруты:
- Сморгонь — Довбучки
- Сморгонь — Молодечно

## Инфраструктура
Бывший центр сельсовета. В Шутовичах находятся сельский Дом культуры, сельская библиотека, базовая школа(закрыта), магазины.

## В топонимике
- Улица Шутовичская (бел. вуліца Шутавіцкая) — улица в городе Сморгонь, начало автодороги Н6132[12].